# Nyssodrysina stictica
Nyssodrysina stictica là một loài bọ cánh cứng trong họ Cerambycidae.